# Gisela Biedermann
Gisela Biedermann (* 5. April 1948 in Alzey als Gisela Jung) ist eine deutsch-liechtensteinische Politikerin und war von 2009 bis 2013 Abgeordnete im liechtensteinischen Landtag. Sie ist Fachärztin für Innere Medizin.

## Biografie
Biedermann ist zusammen mit drei Brüdern in Alzey, einer Kreisstadt in Rheinhessen, etwa 30 Kilometer südlich von Mainz entfernt, aufgewachsen. Ihre Familie war kirchlich sehr engagiert. Schon früh entschied sie sich Ärztin zu werden. Von 1967 bis 1972 studierte sie Medizin in Mainz und Freiburg. Als Ärztin lernte sie dann ihren späteren Mann, den aus Mauren stammenden Theologen Richard Biedermann, kennen. Mit ihm zog sie 1981 von Bensheim nach Liechtenstein. 1983 erhielt sie die Konzession zur Ausübung ihres Berufes in Liechtenstein und eröffnete 1989 in Vaduz ihre eigene Praxis. 1995 starb ihr Mann. Aus der Ehe gingen drei Kinder, eine Tochter und zwei Söhne, hervor.
Im Februar 2009 wurde sie für die Vaterländische Union in den Landtag des Fürstentums Liechtenstein gewählt. Bei der Landtagswahl im Februar 2013 trat sie nicht mehr an.